# Ramon O'Callaghan i Forcadell
Ramon O'Callaghan i Forcadell (Ulldecona, Montsià, 15 de maig de 1834 – Tortosa, Baix Ebre, 7 de novembre de 1911) fou un canonge de la catedral de Tortosa, i també va exercir com a historiador. Era fill del notari José O'Callaghan (1806-1881) i de Manuela Forcadell.
Després dels seus estudis en Teologia a Barcelona i València, fou ordenat sacerdot el 29 de maig de 1858. El 1875 fou nomenat canonge de la Catedral de Tortosa. Exercí també com a director de l'arxiu capitular i posteriorment com a arxiver municipal i cronista de Tortosa (1894). Tingué també una intensa vida acadèmica, en què fou membre de diverses acadèmies i corporacions, com ara de l'Acadèmia de Bones Lletres de Barcelona, el 1892; de la de Belles Arts de Paris, el 1898; i de la Societat Historicoarqueològica de Lió, el 1902, entre d'altres. El 1907 va assumir els costos de la creació i col·locació de la Creu de Coll Redó.
Entre les seves obres més importants figuren els Anales de Tortosa (3 volums i un apèndix, entre 1886-95), La Catedral de Tortosa (1890), Práctica parroquial (1891), Episcopológio de la Santa Iglesia de Tortosa (Imprenta Católica de G. Llasat, 1896), Los Códices de la Catedral de Tortosa (1897) i Derecho canónico según el orden de las decretales de Gregorio IX (1899), entre d'altres.